# Droga krajowa 20
Die Droga krajowa 20 (kurz DK20, pol. für ,Nationalstraße 20‘ bzw. ,Landesstraße 20‘) ist eine Landesstraße in Polen. Sie führt vom Knoten Stargard-Wschód der Schnellstraße S10 in östlicher Richtung über Szczecinek, Miastko, Bytów und Kościerzyna bis zum in der Stadt Gdynia liegenden Knoten Wielki Kack. Mit einer Gesamtlänge von 319 km durchquert die Straße die Pommersche Seenplatte und die Kaschubische Schweiz und durchzieht die beiden Woiwodschaften Westpommern und Pommern.

## Geschichte

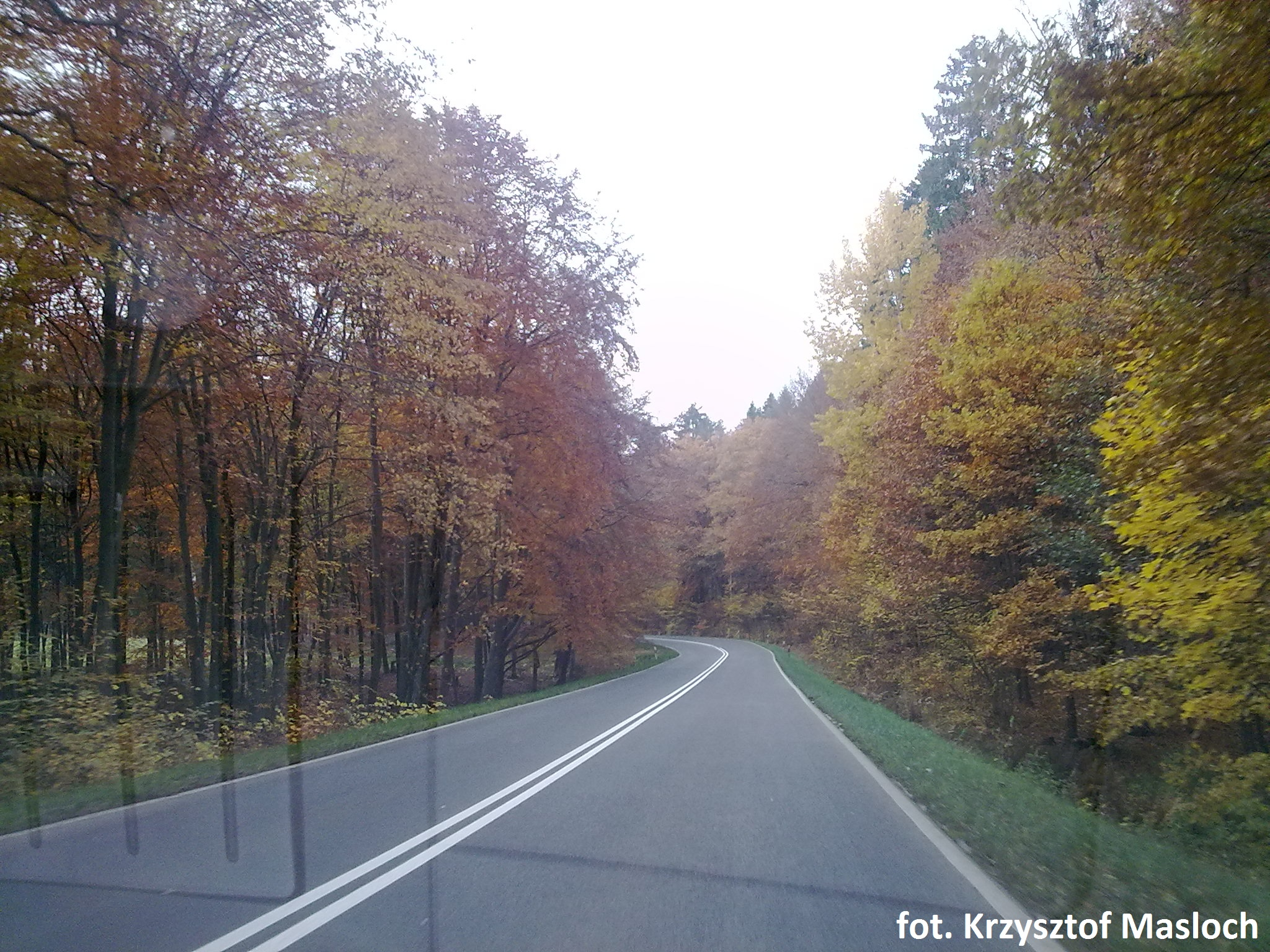
Die Landesstraße in Miastko.

Einige Abschnitte des heutigen Straßenverlaufs wurden durch das polnische Straßengesetz vom 10. Dezember 1920 zur Staatsstraße erklärt. Der Abschnitt von Bytów bis Kościerzyna war ein Teil der Staatsstraße 294. Der Abschnitt zwischen Kościerzyna und Gdynia wurde als Staatsstraße 295 bezeichnet. Bis 1945 war die Strecke zwischen Stargard und Bytów ein Teil der ehemaligen Reichsstraße 158, die von Berlin kommend bis nach Lębork im östlichen Hinterpommern führte. Der Abschnitt zwischen Bytów und Kościerzyna war Teil der früheren Reichsstraße 144.
Nach der Neuordnung des Straßennetzes 1985 wurde dem Straßenverlauf neue Landesstraßen zugeordnet. Auf der Strecke der heutigen Landesstraße gab es sechs Landesstraßen:
- die Landesstraße 21 von Miastko nach Szczecinek
- die Landesstraße 149 von Stargard nach Drawsko Pomorskie
- die Landesstraße 175 von Drawsko Pomorskie nach Szczecinek
- die Landesstraße 206 von Miastko nach Bytów
- die Landesstraße 209 von Bytów nach Kościerzyna
- die Landesstraße 220 von Kościerzyna nach Gdynia

Mit der Reform der Nummerierung vom 9. Mai 2001 wurden die bisherigen sechs Landesstraßen zur neuen Landesstraße 20 zusammengefügt.

## Modernisierungen

### Umgehung von Szczecinek
Am 30. April 2025 wurde die 4,3 km lange Südumfahrung von Szczecinek eröffnet. Diese Umfahrung bietet Anschluss an die Schnellstraße S11, welche die Stadt zusätzlich vom Osten her umfährt.

### Umgehung von Kościerzyna
Die Ortsumgehung von Kościerzyna umgeht die Stadt von Süden her auf einer Länge von 10,9 km. Die Straße zweigt an der westlichen Stadtgrenze von der bestehenden Straße ab und verläuft zunächst südlich der Stadt in Richtung Osten über die Knoten Kościerzyna-Zachód und Kościerzyna-Południe bis zum östlich der Stadt gelegenen Knoten Kościerzyna-Wschód. Dann führt die Straße in nördlicher Richtung bis zum Knoten Wieżyca, wo sie die den ehemaligen Verlauf der Landesstraße 20 kreuzt. Der Straßenquerschnitt der Umgehung wird eine Fahrbahnen im 2+1-System umfassen. Die Ausschreibung begann am 16. Oktober 2013 und endete mit der Vertragsunterzeichnung zwischen der GDDKiA und einem Konsortium bestehend aus Strabag Sp. z o.o. und Heilit+Woerner Sp. z o.o. am 10. September 2014. Innerhalb von 30 Monaten wurden die Projektunterlagen, die Erteilung der Baugenehmigung und der Bau der Straße fertiggestellt. Die Verkehrsübergabe erfolgte am 1. Oktober 2017. Die Kosten betrugen 165 Mio. Złoty.

### Umgehung von Żukowo
Im Rahmen der Umgehung der Metropolregion Dreistadt im Verlauf der Schnellstraße S7 ist eine Ortsumgehung von Żukowo geplant. Bisher werden verschiedene Trassierungen untersucht.

## Wichtige Ortschaften entlang der Strecke
- Stargard
- Chociwel
- Węgorzyno
- Drawsko Pomorskie
- Złocieniec
- Czaplinek
- Szczecinek
- Biały Bór
- Miastko
- Bytów
- Kościerzyna
- Żukowo
- Gdynia